# Paloma Duarte
Paloma Duarte (São Paulo, 21 de mayo de 1977) es una actriz brasileña, reconocida principalmente por su participación en las películas Dios es brasileño (2003), 2 Filhos de Francisco (2005), Leo e Bia (2010) y Teus Olhos Meus (2011); y en las series de televisión Malhação y Llámame Bruna.

## Filmografía

### Cine
- 2011 - Teus Olhos Meus
- 2010 - Leo e Bia
- 2006 - Muito Gelo e Dois Dedos D'Água
- 2005 - 2 Filhos de Francisco
- 2003 - Deus é Brasileiro
- 2001 - A Partilha

### Televisión
- 2024 - Mentiras desesperadas
- 2021 - Além da Ilusão
- 2019 - Malhação
- 2018 - Llámame Bruna
- 2017 - Eu, Ela e um Milhão de Seguidores
- 2015 - Se Eu Fosse Você
- 2013 - Pecados...
- 2012 - Máscaras
- 2009 - Poder paralelo
- 2007 - Luz del Sol
- 2006 - Ciudadano brasileño
- 2004 - Começar de Novo
- 2003 - Mujeres apasionadas
- 2001 - Os Normais
- 2001 - Puerto de los milagros
- 1999 - Terra Nostra
- 1998 - Pecado Capital
- 1998 - Hilda Furacão
- 1998 - Mulher
- 1996 - Anjo de Mim
- 1996 - O Fim do Mundo
- 1994 - Tropicaliente
- 1993 - Renascer
- 1991 - Grande Pai